# 26 ربيع الآخر
- السبت
- الأحد
- الاثنين
- الثلاثاء
- الأربعاء
- الخميس
- الجمعة

- 2528 سبتمبر 2024
- 2629 سبتمبر 2024
- 2730 سبتمبر 2024
- 281 أكتوبر 2024
- 292 أكتوبر 2024
- 303 أكتوبر 2024
- 14 أكتوبر 2024
- 25 أكتوبر 2024
- 36 أكتوبر 2024
- 47 أكتوبر 2024
- 58 أكتوبر 2024
- 69 أكتوبر 2024
- 710 أكتوبر 2024
- 811 أكتوبر 2024
- 912 أكتوبر 2024
- 1013 أكتوبر 2024
- 1114 أكتوبر 2024
- 1215 أكتوبر 2024
- 1316 أكتوبر 2024
- 1417 أكتوبر 2024
- 1518 أكتوبر 2024
- 1619 أكتوبر 2024
- 1720 أكتوبر 2024
- 1821 أكتوبر 2024
- 1922 أكتوبر 2024
- 2023 أكتوبر 2024
- 2124 أكتوبر 2024
- 2225 أكتوبر 2024
- 2326 أكتوبر 2024
- 2427 أكتوبر 2024
- 2528 أكتوبر 2024
- 2629 أكتوبر 2024
- 2730 أكتوبر 2024
- 2831 أكتوبر 2024
- 291 نوفمبر 2024
- 302 نوفمبر 2024
- 13 نوفمبر 2024
- 24 نوفمبر 2024
- 35 نوفمبر 2024
- 46 نوفمبر 2024
- 57 نوفمبر 2024
- 68 نوفمبر 2024

26 ربيع الآخر أو 26 ربيع الثاني أو يوم 26 \ 4 (اليوم السادس والعشرون من الشهر الرابع) هو اليوم الخامس عشر بعد المائة (115) من أيَّام السنة (أو السادس عشر بعد المائة لو كان شهر صفر مُتممًا لليوم الثلاثين) وفق التقويم الهجري القمري (العربي). يبقى بعده 239 أو 240 يومًا لانتهاء السنة.

## أحداث
- 857هـ - بدء حصار القسطنطينية من قبل الجيش العثماني بقيادة السلطان محمد الثاني.
- 1339هـ - تأسيس الجيش العراقي أثناء فترة الانتداب البريطاني، وتكوّن هذا الجيش من 1500 جندي، وكان الفريق «جعفر العسكري» أول من تولى وزارة الدفاع العراقية.
- 1368هـ - توقيع «اتفاقية رودس» للهدنة بين العرب وإسرائيل في جزيرة رودس.
- 1372هـ - جمال عبد الناصر يصدر قرارًا بحل جمعية الإخوان المسلمين.
- 1382هـ - الإعلان عن قيام الجمهورية الجزائرية.
- 1383هـ - انتخاب أحمد بن بلة رئيساً للجزائر.
- 1418هـ - المسلحون في الجزائر يذبحون 48 في معاليه بمقاطعة الجلفة ووهران والجزائر العاصمة.
- 1420هـ - رئيس وزراء لبنان سليم الحص يؤكد موقف لبنان الثابت من رفض توطين اللاجئين الفلسطينيين في لبنان ويؤكد على حقهم بعودتهم إلى أراضيهم في فلسطين.
- 1426هـ - إعلان النتائج النهائية للانتخابات البلدية بالكويت؛ حيث فاز مرشحو القبائل والتيار الإسلامي بأغلبية مقاعد المجلس البلدي المكوَّن من 16 عضوًا. وتعدّ هذه آخر انتخابات تجرى بمشاركة الرجال فقط.
- 1436هـ - تنظيم داعش يُعدم 21 مصريًّا قبطيًّا من العاملين في ليبيا، والقوات المسلحة المصرية تُوجِّه غارات جويَّة لأهدافٍ تابعة للتنظيم سالِف الذِكر في ليبيا.
- 1438هـ - اختتام محادثات أستانة للسلام في سوريا التي جرت بين ممثلين عن النظام السوري وعدد من فصائل المعارضة المسلحة، برعاية دولية.
- 1441هـ -
  - النيابة العامة السعودية تعلن صدور أحكام أولية بالقتل قصاصاً على 5 متهمين وسجن 3 آخرين في قضية مقتل الصحفي السعودي جمال خاشقجي، وبراءة أحمد عسيري وسعود القحطاني.
  - وفاة رئيس أركان الجيش الوطني الشعبي الجزائري الفريق أحمد قايد صالح بنوبة قلبية عن عمر ناهز 80 عامًا، وتعيين قائد القوات البرية اللواء السعيد شنقريحة خلفًا له بالنيابة.
- 1444هـ - انطلاق فعاليات كأس العالم لكرة القدم في قطر، وهي المرة الأولى التي تٌقام فيها تلك المسابقة في الوطن العربي.

## مواليد
- 1338هـ - أميرة أمير، ممثلة مصرية.
- 1340هـ - كمال الشناوي، ممثل مصري.
- 1344هـ - نور الدمرداش، مخرج مصري.
- 1350هـ - أبو الفتوح عمارة، ممثل مصري.
- 1364هـ - عمر خورشيد، ممثل ومغني مصري.
- 1373هـ - عبد الحميد الرفاعي، ممثل كويتي.
- 1390هـ - وفاء صادق، ممثلة مصرية.
- 1408هـ - غالية الكاشف، ممثلة سورية تعيش في الكويت.

## وفيات
- 458 هـ - علي بن إسماعيل بن سيده، عالم لغوي أندلسي.
- 610 هـ - ضياء الدين التركستاني، عالم مسلم وفقيه بغدادي.
- 458 هـ - ابن سيده، معجمي أندلسي.
- 1194 هـ - شاكر بن مصطفى العمري، فقيه حنفي وصوفي وشاعر سوري عثماني.
- 1385 هـ - مصطفى النحاس، رئيس وزراء مصر.
- 1390 هـ - محمد عبد الحليم عبد الله، كاتب مصري.
- 1405 هـ - محمود محمد طه، مفكر وكاتب سوداني.
- 1437 هـ -
  - أحمد سيف الإسلام البنا، محامي ونقابي مصري.
  - أنيسة مخلوف، والدة الرئيس السوري بشار الأسد.
- 1441 هـ - أحمد قايد صالح، قائد عسكري جزائري.
- 1442 هـ - سليمان عبد الكريم العويس، شاعر شعبي سعودي.
- 1446 هـ - حسن يوسف، ممثل مصري.

## وصلات خارجية
- موقع قصة الإسلام: حدث في شهر ربيع الأوَّل.